# Asante-Christus-Kapelle

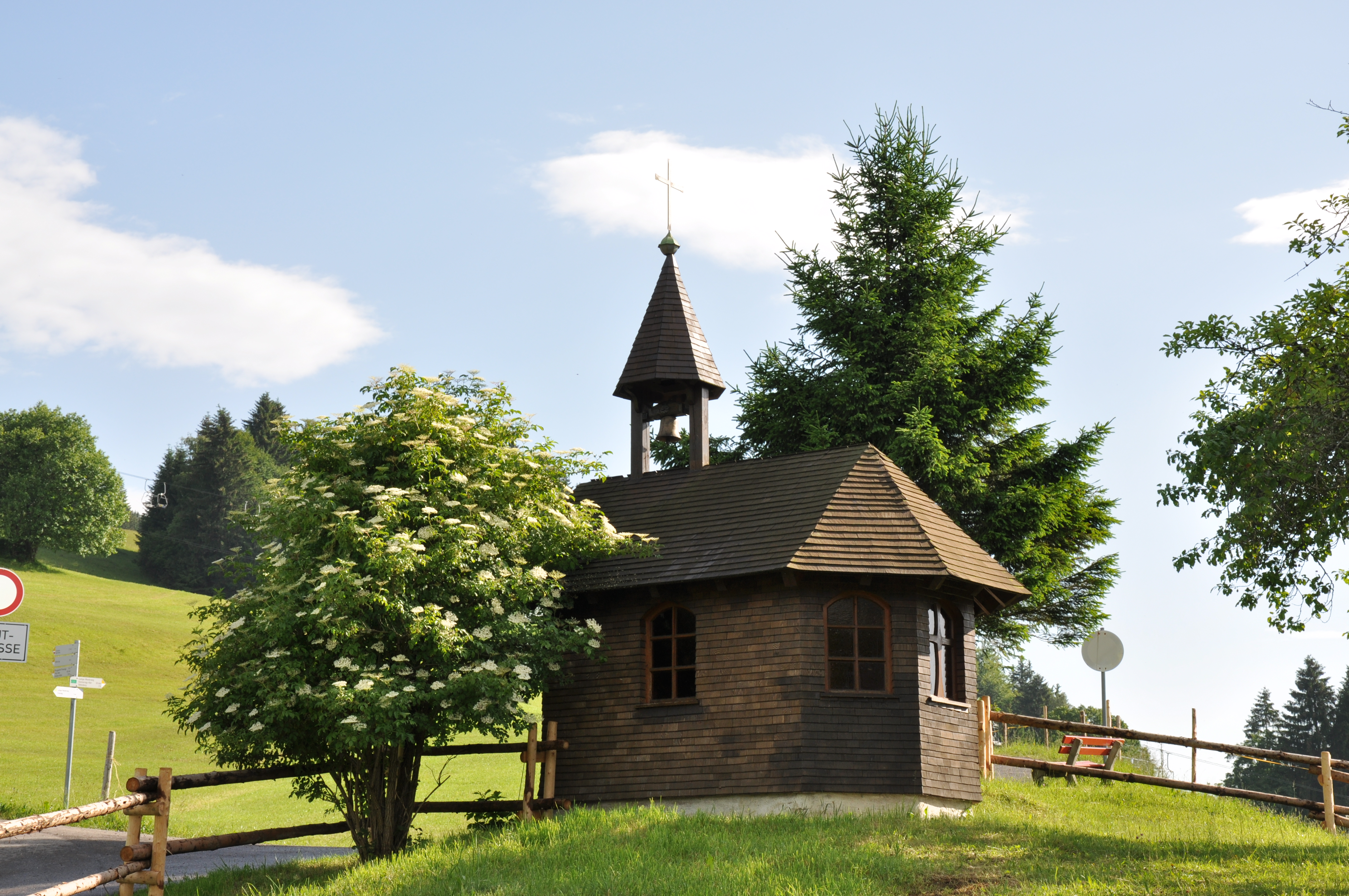
Die Asante-Christus-Kapelle oberhalb von Kranzegg

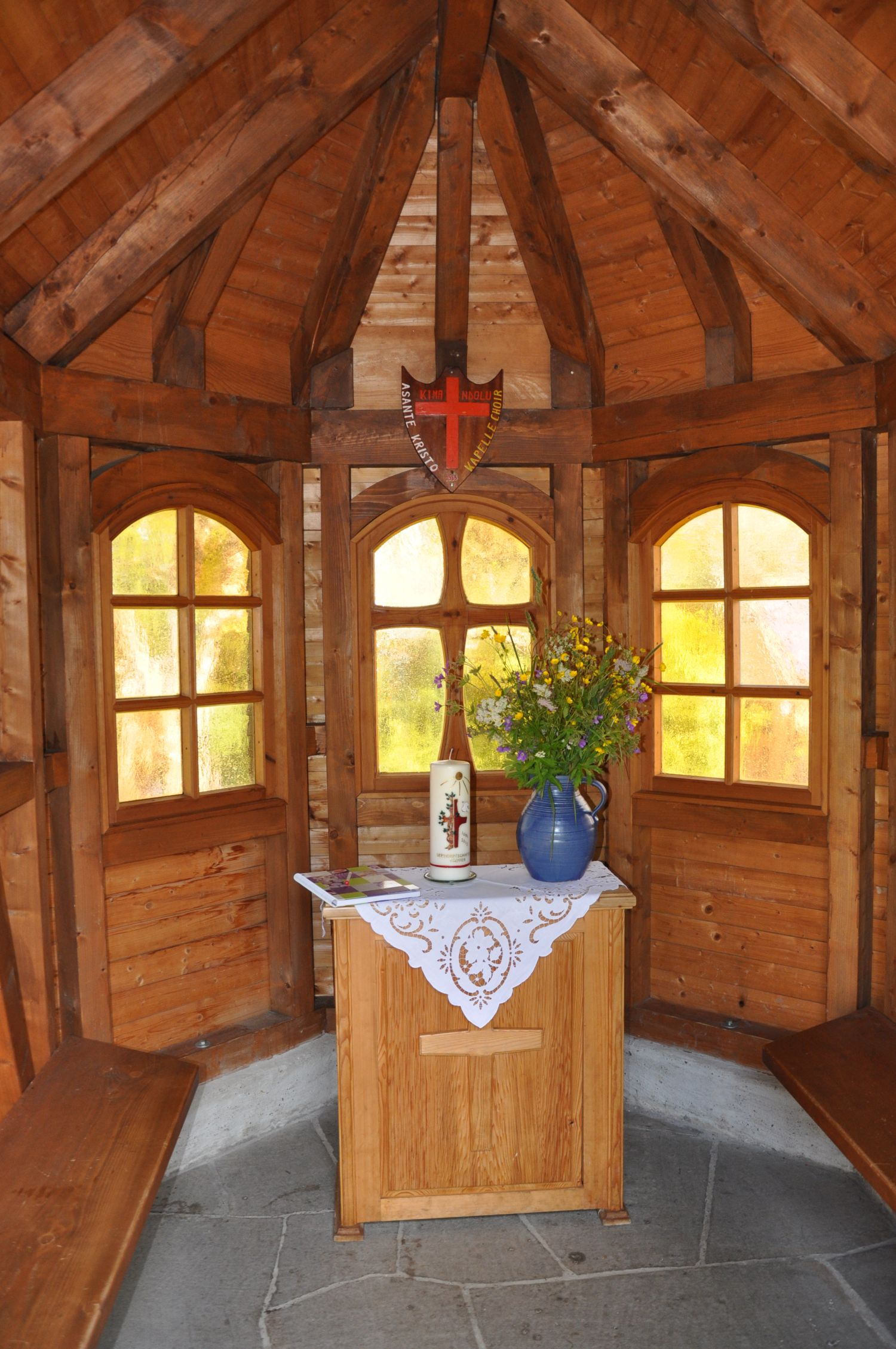
Der Innenraum der Kapelle

Die Asante-Christus-Kapelle ist die einzige evangelische Wegekapelle des Allgäus. Sie wurde 1979 oberhalb von Kranzegg, einem Ortsteil von Rettenberg, im Landkreis Oberallgäu (Bayern) als Zeichen der Partnerschaft des Dekanats Kempten mit der Arusha-Diözese (Tansania) errichtet.

## Lage
Die Kapelle liegt am Fuße des Grünten etwas oberhalb des Ortskerns von Kranzegg. Sie steht auf dem Grundstück des Berghofs Riesen an einer Kurve, an die unmittelbar eine Mautstraße anschließt, die zu verschiedenen Alpen führt.

## Geschichte
Im Rahmen der seit 1976 bestehenden Partnerschaft des Dekanats Kempten mit der Arusha-Diözese hatten bayerische Jugendliche in Tansania Häuser für Mitarbeiter in der Massai-Steppe gebaut. Bei einem Gegenbesuch 1979 entstand bei einem Workcamp mit Jugendlichen aus Tansania und aus Bayern in Gemeinschaftsarbeit die Asante-Christus-Kapelle. Den Rohbau haben Handwerker aus Blaichach geplant und gefertigt.
Die Kapelle ist in Holzständerbauweise errichtet, Dach und Wände sind mit Schindeln bedeckt. Die Glocke in dem kleinen Dachaufbau ist eine immerwährende Leihgabe der katholischen Pfarrei Rettenberg.

## Name
Im dreiteiligen Namen der Kapelle, der auf einem Vorschlag eines tansanischen Pfarrers beruht, spiegelt sich die Idee und Entstehungsgeschichte der Kapelle wider: „Asante“ bedeutet auf Deutsch „danke“ und entstammt dem Kisuaheli, der Sprache von Arusha. Das Wort ist Symbol für den tansanischen Teil der Partnerschaft. „Kapelle“ repräsentiert als deutsches Wort den anderen Teil der Partnerschaft und „Christus“ ist das verbindende Wort, das auch in beiden Sprachen gleich lautet.